# 1기 지하철
1기 지하철은 서울 지하철의 상반기에 해당되는 때이다. 1970년부터 1985년 사이에 사업이 진행된 1호선, 2호선, 3호선, 4호선을 일컫는 말이다.

## 최초의 계획
서울 시내에는 1968년까지 노면전차가 운영되었으나, 1968년 11월 30일에 운행이 중단되어 전격적으로 철거되었다. 도로 교통의 발달로 노면전차가 완전히 폐지되기는 하였으나 많은 수용량을 가진 대중교통이 폐지된 것은 이미 1950년대 말부터 급증하던 도시 노동자들이 사실상 이동하기 힘들게 만든 것이나 다름없는 것이었다. 하지만 이를 대신할 궤도교통 계획은 1970년에야 등장한다. 1970년 4월 서울시장으로 부임한 양택식에 의한 지하철 계획으로 건설된 지하철 1호선이 그것이다. 양택식은 1966년부터 이듬해인 1967년까지 철도청장을 역임한 인물로서, 1960년대~1970년대 도시화 과정을 주도한 4명의 시장 가운데 철도에 대하여 가장 긍정적 인식을 가지고 있던 인물이었다. 이 계획은 당시 김학렬 당시 경제기획원장의 극심한 반대에 부딪혔다. 지하철 건설에 들어가는 막대한 비용은 외국 차관 없이는 조달할 수 없었고, 또한 긴축경제와 인구집중 심화 방지라는 논리로 경제관료들은 지하철 건설에 반대하였다. 그러나 이후락 당시 주일대사의 설득 등으로 인해 박정희 당시 대통령은 지하철 건설을 최종 결정한다. 물론 실제 사업 진행은 경제기획원의 개입을 통해 진행되었다.

## 1960년대의 계획
서울시 육백년사에 따르면 서울 교통난의 해결을 위하여 지하철이 구상되기 시작한 것은 1960년대 초반으로 추정된다. 그러나 본격적인 보고서가 나오기 시작한 것은 1963년이었다. 대한민국 철도청이 주관한 이 연구에서는 종로가 그 대상으로 언급되어 있다. 당시 수송인원은 시간당 36000명 편도수송이 가능한 수준으로 계획되어 오늘날 최대 8만명을 수송하는 1기 지하철의 용량보다 크게 적은 것을 알 수 있다. 그러나 이 계획은 철도청에게 산재해있던 다른 과제로 인해 묻혀버린다.

### 윤치영 시장 재임시기(1963년~1966년)
지하철 건설계획이 다시 등장한 것은 서울시의 국회 교통체신분과위에 대한 1964년의 답변이었다. 이듬해인 1965년에 발표된 서울시정 10개년 계획이 서울시 차원에서 지하철 노선이 구체적으로 언급된 최초의 사례이다. 여기서 서울시는 4개 노선 51.5Km의 지하철 건설계획을 발표하고 14.9km를 1차 건설하겠다고 언급하였다. 전체 계획 내에서  1차 건설 대상 지하철은 서울 도심의 도로율을 낮추지 않고도 교통용량을 대폭 확충하려는 계획이었다.
1963년 행정구역 개편으로 편입된 광대한 지역에 건설될 6개 부도심, 즉 망우, 숭인, 천호, 강남, 영등포, 은평과 서울 도심을 잇는 지하철은 3, 4호선으로 계획되었다. 이를 뒷받침하기 위하여 수행된 연구의 용역보고서인 《서울시 고속전차시설계획서》에 따르면 당시의 노선 계획은 다음과 같다.
- (1) 서울역∼남대문∼광화문∼종로∼동대문∼청계천변∼청량리 (1차)
- (2) 서소문∼시청앞∼을지로∼동대문∼성동역 (1차)
- (3) 갈현동∼중앙청앞∼종로2가∼을지로2가∼퇴계로∼뚝섬∼천호동
- (4) 우이동∼돈암동∼종로4가∼을지로4가∼한남동∼말죽거리

이 연구 결과가 개략적인 차원에 머물렀다면, 1965년 후반기에 서울시가 재차 용역을 맞겨서 얻은 《고속전차시설기본계획조사보고서》는 더 심화된 연구를 수행하였다. 그 내용은 서울시 개황, 고속전차노선망계획, 노선계획기준 제1 · 2호노선 현황 및 계획, 구조개요, 시공방법, 사업실시계획, 효율평가 등 9개 항목에 대하여 비교적 간략한 개황조사 결과로 이뤄져 있었으며, 특히 제2차 보고에서는 노선표준단면도 등 약간의 물리적 계획에다가 제1∼4호선 예정노선 연선의 지질조사를 실시하였다. 제시된 노선은 앞서 본 것과 거의 같다.
- 1호선 : 서울역∼남대문∼광화문∼종로∼동대문∼청계천변∼청량리
- 2호선 : 서소문∼∼시청앞∼을지로∼동대문∼성동역
- 3호선 : 갈현동∼중앙청앞∼종로2가∼을지로2가∼퇴계로∼뚝섬∼천호동
- 4호선 : 우이동∼돈암동∼종로4가∼을지로4가∼한남동∼말죽거리

이를 구체화하기 위하여 서울시는 다음해 1966년 9월에『고속지하철도건설사업차관신청서(타당성 연구분석)』이라는 책자를 발간하였다. 이 차관신청서에 따르면 서울역과 남대문의 중간지점에 제1정류장을 설치하고 시청앞, 광화문, 파고다공원앞, 종로4가, 동대문, 청계천7가, 용두동, 마장동 등의 정류장을 거쳐 청량리역을 종점으로 하는 연장 8.5km의 선을 서울지하철 1호선으로 하고, 이 1호선 공사는 1967년에 착공하여 1971년에 완공할 5개년 공사로 계획되어 있다.
하지만 이 계획들은 모두 정부의 무관심 속에서 사장되었고, 따라서 농촌의 수많은 잉여인구들의 집중으로 인해 폭발적으로 증가하던 서울의 인구가 겪는 교통난은 더욱 심화되어만 갔다. 이 와중에 중앙정부에 의해 윤치영 시장이 퇴임하고 부산시장으로 부산 도시 건설에 많은 업적을 남긴 김현옥이 서울시장으로 부임했다.

### 김현옥 시장 재임시기(1966년~1970년)
1960년 센서스에 따르면 서울의 인구는 244만 5,402명이었다. 그러나 1970년 센서스에 따르면 그것이 두 배가 넘는 552만 5,262명으로 증가하여 있었다. 1963년 서울시 행정구역의 대폭적 확장으로 인해 늘어난 인구는 불과 15만명이었으므로 이는 모두 서울 도심, 강북 지역과 영등포 일원에 집중되어 있었다. 이러한 인구집중의 주된 요인은 전후 베이비붐으로 인한 인구 자체의 증가, 그리고 무엇보다도 중요하게는 1962년 경제기획원에서 발표된 1960년 GNP의 산업별 생산비율을 근거로 한 농촌인구의 탈농촌화 및 도시화의 급속한 진행이었다. 경제기획원에 따르면 인구의 79.5%에 해당하는 농수산 1차 산업 노동력이 대한민국 전체 생산량의 38%를 창출하고, 5%의 제조업 인구가 10%를, 나머지 15%의 3차 산업이 50%를 생산했다는 것이다. 농촌의 거대한 인구는 대부분 잉여인구로 간주되었고 대부분의 인구를 도시로 집중시키기 위한 저곡가 정책 등이 이어졌다. 공업화가 이뤄지던 주요 대도시로 이들 잉여인구는 집중되었지만, 그 가운데 인구가 가장 집중되었던 곳은 역시 서울이었다. 센서스 결과가 이를 정확히 뒷받침한다. 이로 인해 막대한 양의 교통수요가 나타났으며 이를 해결할 방법으로 김현옥 재임기의 서울시 정부 역시 지하철 건설을 추진하려는 계획을 가지고 있었던 것이 분명하다. 이는 두 개의 신문기사에서도 확인된다.
김현옥시장, 도심순환전철 노선계획 발표
- 도심순환선 : 답십리∼세종로∼서대문∼연희∼제2한강교∼서빙고∼한남∼금호∼답십리∼행당동
- 방사1호 : 마포∼서울대교∼여의도∼도림∼개봉∼오류∼화곡∼김포∼마곡∼가양∼염창∼양화동∼제2한강교∼여의도∼서울대교
- 방사2호 : 남산∼제3한강교∼양재동∼과천∼안양∼시흥∼노량진∼국립묘지∼말죽거리∼제3한강교∼남산
- 방사3호 : 행당교∼뚝섬∼광장∼워커힐∼망우∼묵동∼태능∼상계동∼의정부입구∼도봉∼쌍문∼수유∼미아동∼고려대입구∼신설동∼용두동
- 방사4호 : 신촌∼연희∼증산∼구산동∼박석고개∼신도면∼예비사단∼한양컨트리클럽 뒤∼화전리∼덕은리∼수색∼남가좌∼연희동

서울시, 서울시내 전철노선 확정
총공사비 423억 8천만원(내자 233억 9천만원, 외자 189억 9천만원) 총연장 82km, 폭 7m
- 1호선 : 성북구 상계동∼쌍문동∼수유동∼종암동∼용두동
- 2호선 : 경기도 고양군 신도면 삼송리∼불광동∼홍제동∼서대문
- 3호선 : 경기도 안양∼시흥동∼구로동∼대방동∼원효로∼서울역∼서대문
- 4호선 : 경기도 광주군 중부면 수진리∼오금동∼천호동∼구의동∼왕십리∼용두동∼서대문

도입될 전철은 프랑스 파리에 가설된「SS트램」

도로 건설이나 여의도 개발사업에서 보여준 김현옥의 추진력을 볼 때, 그가 유독 지하철 건설에는 머뭇거렸다는 것은 잘 이해되지 않는 점이다. 이는 그가 아직 대한민국의 토목 및 건축기술이 지하철을 성공적으로 건설할 수 있는 수준이 아니었다고 보았기 때문이라는 관계자들의 증언이 있다(손정목, 2003).
그렇지만 1969년 12월 30일자 각 신문은 "서울시가 1970년도에 실천에 옮길 숙원사업으로 ①지하철 건설 ②한강변 86km 개발 ③연료 근대화 ④대단위 수원지 건설 ⑤사회보장제도 강화 ⑥도심권 인구 분산 ⑦도심권 신규건물 건설 억제 등 7개"를 들었다. 이어 1970년 2월 초 서울시는 건설부에 《서울시 지하전철계획안》을 제출했고, 《서울특별시지하철건설본부설치조례》가 1970년 3월에 제정, 공포되어 서울지하철 건설은 본격적인 궤도에 오르기 시작하였다.

## 지하철 건설의 본격 추진

### 양택식 시장 재임 시기(1970~1974)
1970년 4월 8일 마포구 창전동 와우아파트가 붕괴되는 대형 참사가 발생하였다. 이 참사의 책임을 지고 김현옥 시장은 사퇴하고 후임으로 당시 경북지사로 있던 양택식이 부임하였다. 양택식은 서울시장 발령을 받고 상경하던 차 안에서 시장 재임 중에 지하철을 건설하겠다고 결심하였다. 경북지사로 가기 전에 철도청장(1966년 - 1967년)을 지낸 양시장은 철도의 중요성을 잘 알고 있었기 때문에 이미 서울 지하철 건설에 대한 구상을 갖고 있었다.
전임자였던 김현옥과는 달리 양택식은 당시 대한민국의 토목 및 건축기술로 지하철을 건설할 수 있을 것으로 보았고, 이 점은 일본철도기술협의회(JARTS)가 대한민국 기술진과 접촉하는 과정에서 분명히 확인되었다. 당시 일본측이 참여한 분야는 차량 및 신호·통신분야였다.
양택식은 지하철 건설계획 및 지하철건설본부의 설치와 같은 기본 기획의 추진을 시장 취임 한달 뒤 당시 박정희 대통령에게 보고했다. 그러나 양시장의 지하철 건설 구상을 전해들은 김학렬 당시 경제부총리의 극심한 반대에 부딪혔다. 평소 성질이 깐깐한 사람으로 잘 알려진 김부총리의 첫마디가 "촌놈이 알지도 못하고 건방지게..."였다고 한다. 거액의 외국차관을 필요로 하는 사업은 대통령에 앞서 경제부총리에게 보고하고 경제 관련 장, 차관회의의 심의의결을 거쳐야 하는 사항이었다. 먼저 양택식은 경제관료들의 검토를 거친 이후에야 논의될 수 있는 거대한 재정 투입이 필요한 사업인 지하철 건설에 필요한 절차를 무시하고 독단적인 결정을 내렸다.
이런 기본적인 절차를 도지사 출신 시장이 알지도 못하면서 건방지게 처신했다는 게 김부총리의 노여움을 산 이유였다. 며칠 뒤 청와대에 들어간 김부총리는 "서울에 지하철을 건설하면 나라가 망합니다"고 주장하였다. 김학렬은 이외에도 막대한 정부 재원과 외국 차관이 투입되어야 하는 지하철 건설사업은 긴축이 기조였던 당시 경제정책과 정면으로 위배되는 것이며, 서울에 이뤄지는 대규모 투자는 인구집중을 더욱 심화시켜 서울에 통제하기 힘들 정도의 인구를 불러들일 수 있다는 주장으로 지하철 건설계획에 극구 반대하였다.
박대통령이 시장과 부총리의 서로 다른 의견을 놓고 고민하고 있을 때 일시 귀국한 이후락 당시 주일대사에게 의견을 물었다. 이후락은 "미국과 유럽의 대도시에는 거의 대부분 지하철이 있으며, 서울도 지하철 건설이 시급하다"고 말하였다. 마침내 박대통령은 지하철 건설을 최종 결정한다.
1970년 6월에는 양택식의 주도로 당시 철도청 기술진의 핵심이었던 김명년을 본부장으로 하고, 직원 16명으로 서울지하철 건설본부가 설치되었다. 넉달 후인 10월 김부총리는 백선엽 교통부장관, 양시장 등이 배석한 가운데 지하철 및 수도권 전철 계획을 발표하였다. 서울역-종로-청량리를 잇는 9.8km 구간에는 지하철을 건설하고, 서울역-인천, 서울역-수원, 용산역-성북 구간은 기존 철도를 전철화하여 지하철과 연결한다는 내용이었다. 종로-청량리 구간 공사에는 지상에서 땅 속으로 파들어가는 개착식 공법을 썼다. 터널식으로 파는 것보다 공사비가 적게 들고 공사기간도 단축된다는 이점이 있었지만 교통 혼잡을 초래하여 시민에게 큰 불편을 주었다.
지하철 건설은 막대한 외자가 투입되지 않으면 안되는 것이었기 때문에 1970년 7월 4차 정기 한일각료회의에서 이 문제가 논의되었다. 당시 의제는 ①양국관계 일반 및 국제정세 ②양국의 경제관계 및 경제협력문제 ③무역문제 ④재정문제 ⑤농·임·수산문제 ⑥교통 수송문제였고 이 가운데 교통 수송문제라는 의제는 바로 서울지하철에 대한 일본의 차관과 기술진 지원에 대한 논의를 다루고 있었던 것이었다. 여기서 양국 교통조사단이 서로를 방문하여 도시교통계획에 대한 입안을 위한 조사를 행할 것이 결정되었다.
대한민국조사단의 방문은 8월에 있었으며 일본조사단의 방문은 9~10월에 있었다. 대한민국조사단은 일본 철도 및 도시교통에 대한 시찰과 더불어 일본철도기술협의회와 서울지하철 건설의 필요성과 타당성에 대한 논의를 하는데 그 목적이 있었고, 일본조사단은 해외경제개발협력기금을 대어주는 주체로서 ①경제적 타당성, 즉 투자가치가 있는가 없는가 ②지하철건설에 일본의 기술진이 어느 정도 협력할 수 있는가(기술협력범위) ③공사지도의 범위에 대해 검토하기 위해 서울에 온 것이었다. 일본조사단의 최종적인 결론은 1971년 9월에 《지하철건설 및 수도권 전철화사업 실시계획서》라는 제목의 보고서로 한일 양국 정부와 서울시에 제출되었다. 서울 육백년사에 따르면 그 개요는 다음과 같다.
(가) 서울 도심부를 관통하여 주변지역에 이르는 5개 노선 연장 약 133km의 지하철도망을 건설키로 하고, 우선 제1호선을 서울역에서 청량리역까지의 연장 9.5km로 한다. 

(나) 수도권내의 기존철도를 전철화하여 지하철 1호선을 연결, 일괄 수송케 함으로써 도시교통에 활용한다. 

(다) 1962년 이후의 경제개발계획에 의하여 훈련된 많은 기술자 및 기능공이 양성되어 있고, 그 대표적인 분야는 철도건설, 도로, 항만, 수력 및 화력발전, 도시토목, 통신, 전자공업분야이다. 그간의 경험에 따르면 지하철건설사업에 있어서는 전기 및 기계 등 특수부분의 설계를 제외하고는 대한민국의 국내기술자에 의한 건설이 가능하다고 판단된다. 

(라) 일부 특수재를 제외하고 대부분의 토목건축 자재는 대한민국에서 생산이 가능하다. 궤도용품에 있어서는 중량 레일을 제외하고는 대부분 국산이 가능하나, 나무 침목 등은 산림자원 보호정책에 의하여 외자에 의존하는 경우가 많다. 

(마) 전기·통신·신호용품 등 전기기자재는 대형정류기·고압용 애자·계전기 등 시장성이 미약한 미개발품을 제외하고는 대부분 국산공급이 가능하고 신호통신·기계·차량용품 등은 대부분 외자에 의존한다.

1970년 10월 김학렬 부총리 겸 경제기획원장은 최초로 정부의 입장에서 수도권의 도시철도 건설계획에 대해 발표한다. 이는 1, 2단계로 나뉘며 1호선과 인천/수원~서울역, 청량리~성북간 철도의 전철화가 1단계, 그리고 2~5호선이 2단계였고 이들이 직통운행되기로 계획되었다. 김학렬에 따르면 그 효과는 "①인천·안양·수원까지가 수도권에 포함되며 ②서울시내의 교통난을 완전히 해결하며 ③외곽 및 근교도시 건설을 촉진하고 ④도심부의 과밀인구를 분산하며 ⑤교통공해를 자동적으로 방지할 수 있는 등 다각적인 효과를 기대할 수 있다"는 것이었다.
이렇게 확정, 발표된 계획은 1963년 이전의 서울만을 연결하던 수준이었던 전차 네트워크와는 비교도 되지 않게 방대한 것으로, 서울 시계 안의 개발지역들은 물론이고 수도권의 도시들인 인천, 수원, 그리고 당시의 광주대단지까지도 지하철이 놓일 예정이었다. 2~5호선의 계획이 확정된 것은 1호선의 공사가 한창 진행 중이었던 1971년 8월의 일이었다. 국내 기관 및 기술협력 대상이었던 일본철도기술협의회의 협의 끝에 1971년 8월 결정된 지하철 노선은 다음과 같았다.
- 제1호선 서울역∼청량리 9.54km(1971∼1974년 건설)
- 제2호선 영등포∼왕십리 35.5km(1974∼1985년 건설)
- 제3호선 미아동∼퇴계로 경유∼불광동 21.5km(1977∼1979년 건설)
- 제4호선 강남 포이동∼율곡로 경유∼대림동 34.5km(1979∼1985년 건설)
- 제5호선 연희동∼종로∼천호동(~광주대단지) 32km(1978∼1985년 건설)

이 계획을 집행하기 위하여 양택식이 1970년 10월 30일 종로1가 보신각에서 측량기준표를 설치한 것으로 지하철은 논의의 대상에서 실제 시공과 운용의 대상으로 변하기 시작하였다.

### 1호선의 시공과 개통

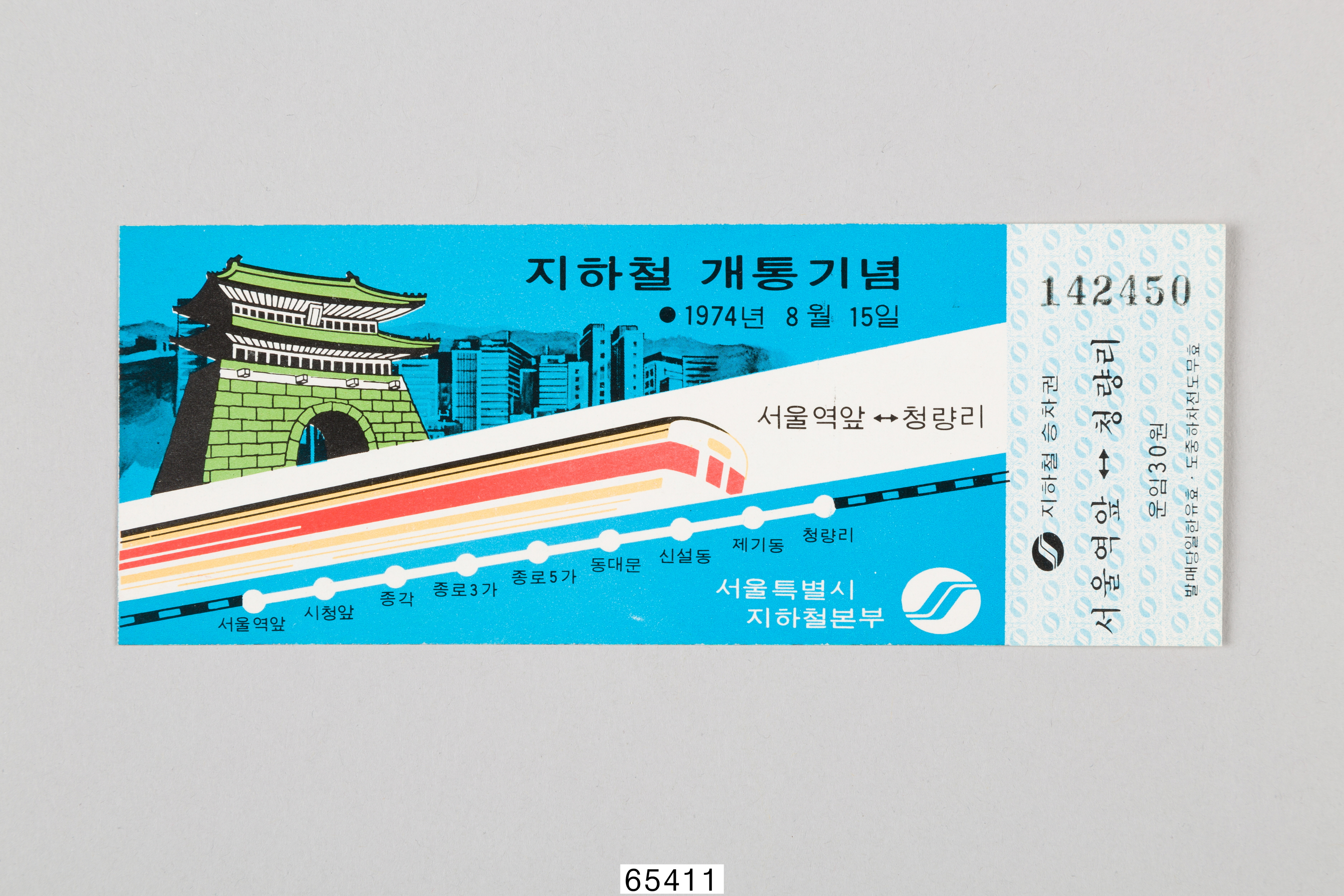
지하철 개통 기념 승차권

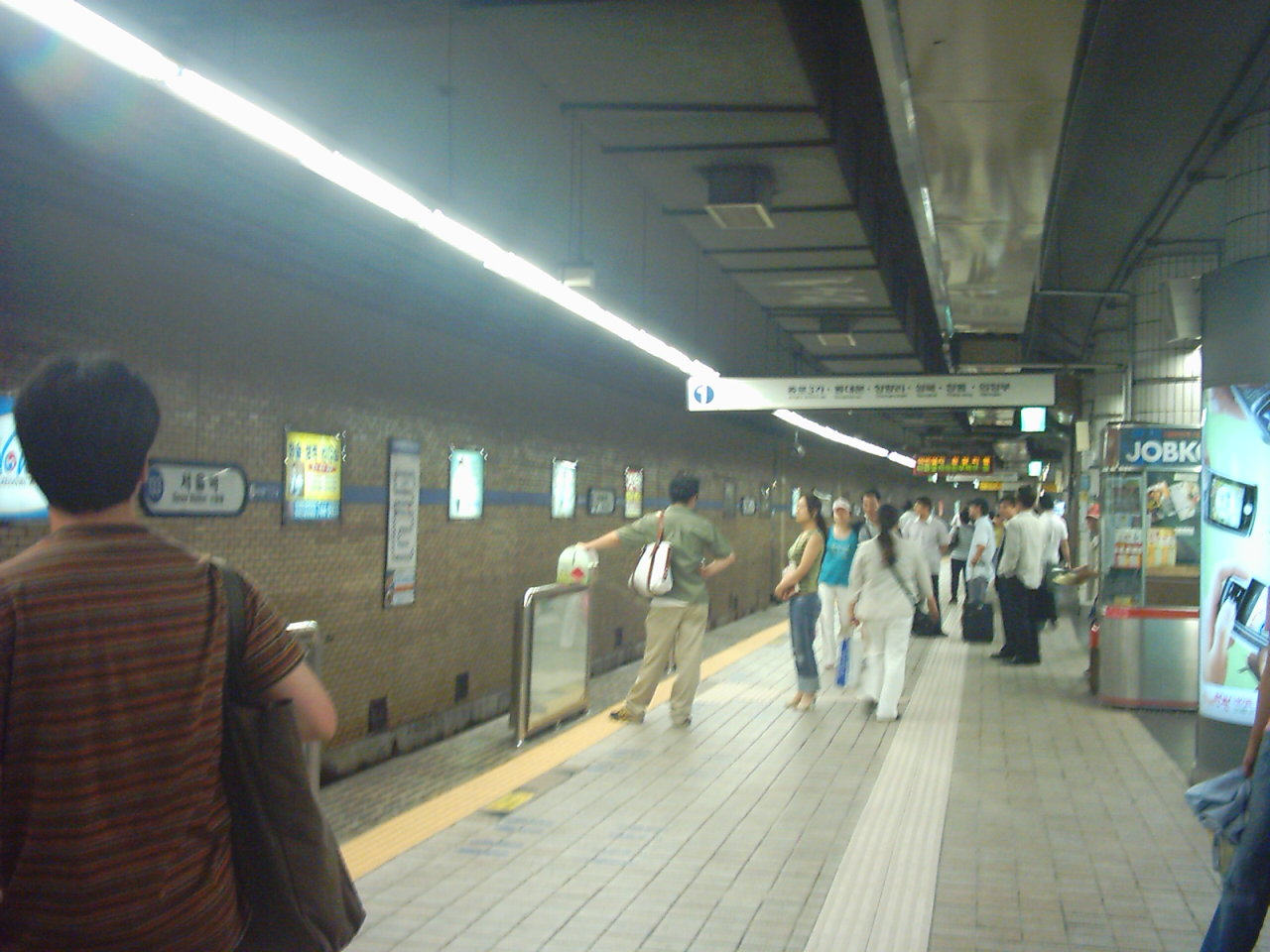
지하철 서울역

이 계획에 따라 1호선은 1971년 4월에 기공했다. 서울 지하철 공사가 시작되자 난공사 구간도 여러 군데 있었다. 남대문과 동대문 공사구간에는 진동으로 인한 문화재 훼손을 막기 위하여 수입 콜크로 방진벽을 만들었다. 거의 90도로 꺾이는 광화문에서 시청쪽 방향 공구에는 특수공법이 도입됐다. 서울 지하철 건설공사는 대한민국 토목기술을 크게 향상시켰다. 양시장은 지하철 건설 기간 내내 공사현장을 누비고 다녀 '두더지' 시장이라는 별명을 얻기도 했다.
1972년 10월 고철파동과 1973년 1차 오일쇼크로 인하여 공기가 연장되어야만 했으나 정부의 선출고(그리고 비용은 차후에 포항제철 등에 납입되었다.) 명령으로 인해 자재는 별 이상 없이 공급되었다. 종로 지하 15~20m를 굴착하고, 주변의 고층빌딩과 하천, 그리고 교량 구조물에 영향을 주지 않고 터널을 건설하는 것은 대한민국 토목기술의 발달에 크게 기여한 공사로 평가받고 있다. 당시 궤도는 자갈도상으로 시공되었는데 이로 인하여 발생하는 먼지를 줄이기 위하여 현재 서울메트로(현 서울교통공사)구간에는 콘크리트공사를 진행하고 있다. 동아일보 사옥 지하로 통과하지 않고 반지름 140m의 급곡선을 종로와 태평로의 접속부에 남겨둔 것은 소요시간을 늘리는 요인으로 평가받기도 하고 있다.
공사 진척은 빠르게 이뤄졌고 결국 최초 계획대로 1974년 8월 15일 서울 지하철 1호선(청량리~서울역) 및 기존 철도의 전철화(청량리~성북·서울역~인천·수원)가 준공되었다. 지하철 개통식은 1974년 8월 15일 광복절로 정해졌다. 이날 조간 신문들은 일제히 지하철 개통을 축하하는 사설과 기사를 실었다. 그러나 개통식은 예정했던 각종 축하행사가 모두 취소된 가운데 침울한 분위기 속에서 치러졌다. 광복절 기념식장에서 박정희 대통령의 부인 육영수 여사가  재일교포 문세광이 쏜 총탄에 살해당했기 때문에(육영수 저격 사건) 광복절 행사 주관자이며 1호선 공사를 주도했던 양택식은 서울시장에서 스스로 물러나고, 구자춘이 다음 시장으로 부임한다.

## 3핵도시 구상과 거대 순환선 2호선

### 구자춘 시장 재임시기(1974~1978), 3핵도시론의 대두
1974년 8월 구자춘의 부임은 앞서 소개한 서울지하철 계획을 전면적으로 바꾸는 데 결정적인 역할을 하게 된다. 그는 70년대 초반 서울의 개발을 이끌었던 양택식 전시장과 손정목 도시계획국장의 계획과는 다르게 서울을 만들고 싶어했다. 손정목에 따르면 그는 '두더지' 양택식보다는 '불도저' 김현옥의 개발 스타일과 닮아 있었다. 김현옥은 육교와 지하도 건설 그리고 차량 위주의 교통체계 확립에 매우 적극적이었으며, 구자춘 역시 그랬다. 그의 정책은 성산대로의 도심 진입로에 자리잡고 있던 독립문을 옮긴 것에서 잘 드러난다. 또한 그는 이미 워커힐이나 세운상가를 설계한 건축가 김수근과도 김현옥과 마찬가지로 친분이 있었다. 구자춘은 도시계획학자 김형만과도 친분이 있었으며, 1974년의 어느 날 이들과 구자춘은 점심 모임을 가진다. 이 자리에서 서울 3핵도시 구상이 구자춘에게 제안되었다.
도심과 공업지역으로 발전해 있었던 영등포에 더하여 1963년 서울의 확장을 통해 서울에 편입되고 1970년대 전반에 걸쳐 토지수용이 이뤄졌던 영동, 잠실 지구가 나머지 하나의 핵으로 간주되었다. 그러나 기존의 지하철 계획에는 세 개 핵을 모두 연결하는 노선이 존재하지 않았으며, 따라서 구자춘은 기존 2호선 노선을 총연장 48.8Km에 달하는 순환선으로 변경하였다. 이 노선은 1975년 대통령 연두순시시 보고를 위해 구자춘 시장이 직접 색연필로 20분만에 서울 지도에 그린 노선이지만, 지질 조건에 따른 어려움이 거의 없었다는 점이 특이하다. 도심에서 뻗어나가는 방사선 계획이 순환선보다 먼저 건설되어야 한다는 상식을 무시한 결정이기도 했다. 한강은 양화대교보다 약 500m정도 상류에서 한번, 그리고 잠실에서 한번 두 차례 모두 철교로 넘었으며, 도심은 을지로를 통과했고, 왕십리~차량기지와 연계되는 성수~워커힐 호텔 부근의 강변~잠실~테헤란로~사당~신림~구로공단~신도림~당산~신촌을 통과하여 도심으로 다시 진입하는 거대한 순환 노선이었다. 이러한 계획은 1975년 대통령 재가를 얻었고 기술협력대상이었던 일본철도 기술협의회와의 협의는 1977년에 완료되었다.

### 2호선의 시공과 개통

#### 기공
1978년 3월 9일 지하철 2호선 순환선이 착공되었다. 고가구간과 지하구간에 따라 착공시기는 달랐으며 필요한 철강의 확보가 늦어진 것으로 인해서도 지하철의 시공은 늦어졌다. 기공식은 세 차례에 걸쳐 시행되었다.
- 1차 기공식 : 군자차량사업소∼성수동∼잠실∼영동∼서울대 입구∼구로동(현 신도림역)
- 2차 기공식 : 성수동∼왕십리역∼을지로∼신촌∼구로동(신도림역)
- 3차 기공식 : 왕십리역∼을지로∼구로동(신도림역)

2차 기공식과 3차 기공식은 거의 유사한 구간에 대한 것이었는데, 이는 개착식 공법에 필요한 철강이 원활히 확보되지 못하여 3차 구간에 대한 시공 자체를 착수하지 못했기 때문이었다. 이러한 철강 부족으로 인해 철근 콘크리트 구조물인 고가 구간이 먼저 시공되는 경향을 보였다.

#### 개통

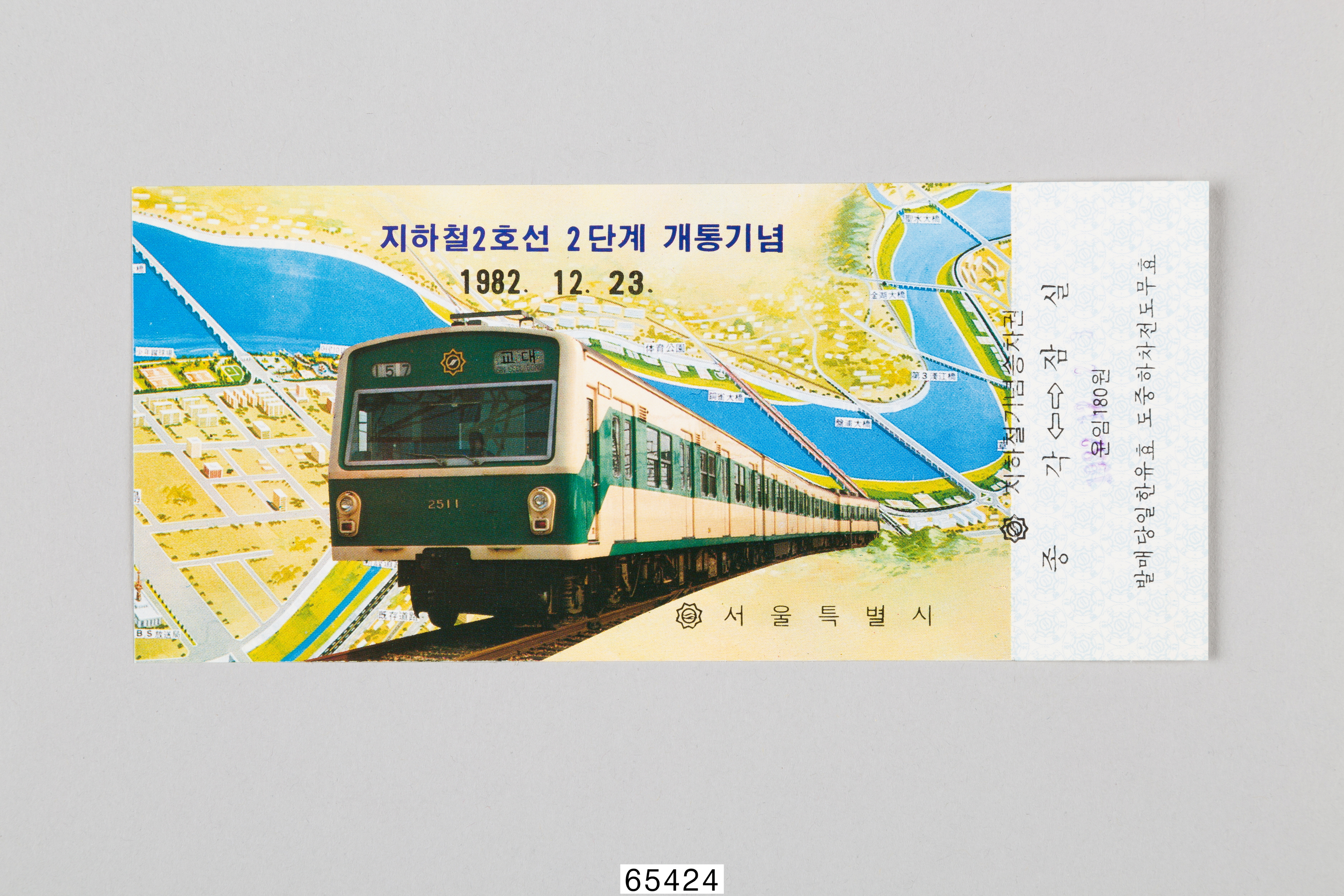
2단계 개통 기념 승차권

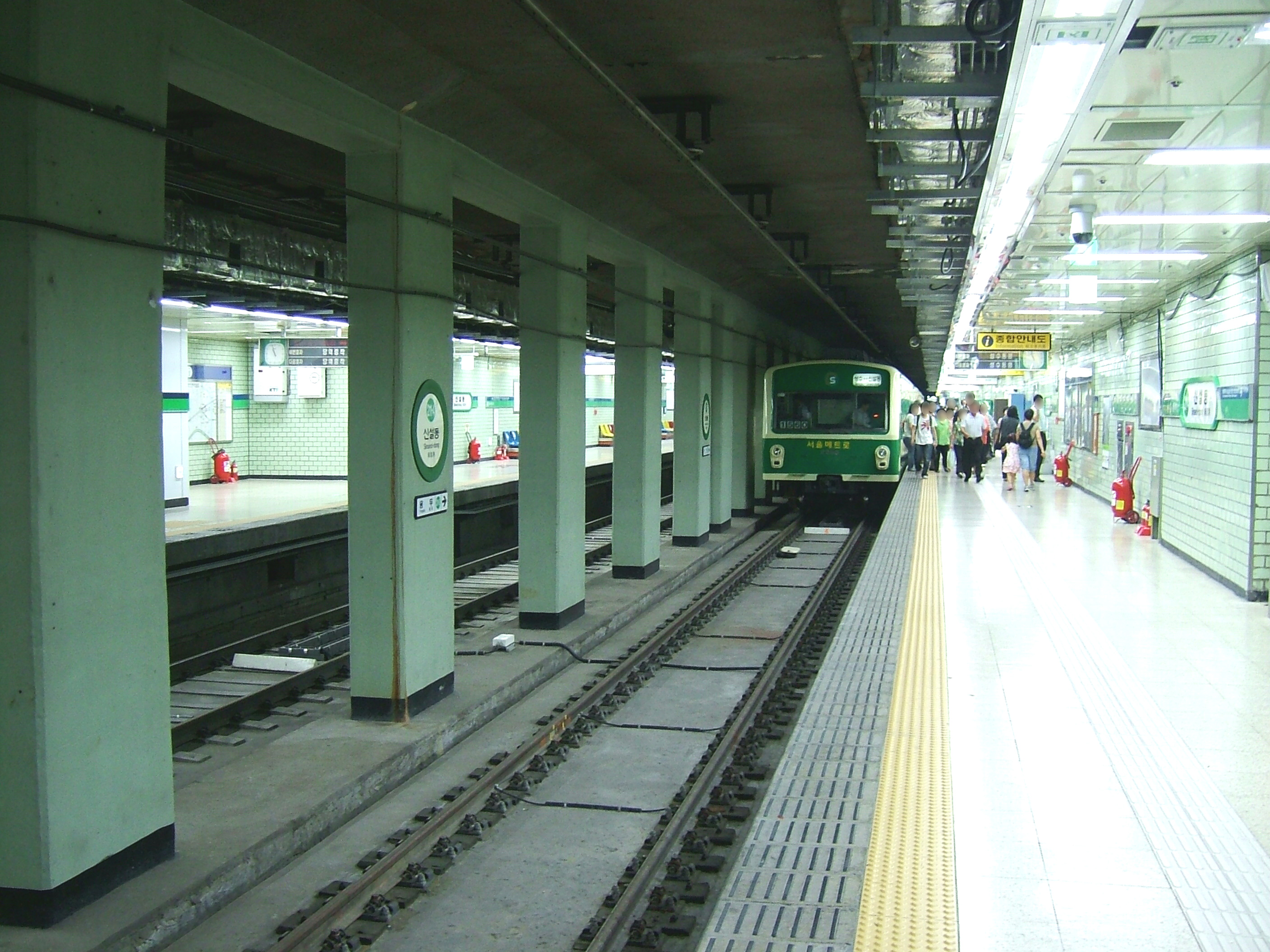
1단계 개통 시 1호선과 환승할 수 있었던 유일한 역인 신설동역

다양한 지역에서 다양한 공법으로 다양한 시기에 시공된 지하철이었으므로 최초 개통에서 최종 개통까지는 4년에 걸친 시간이 필요하였다. 자세한 내역은 다음과 같다.
- 1단계 개통 : 차량기지~성수역~종합운동장 11.2Km, 1980년 10월 31일. 고가 구간인 성수~강변 구간은 도로 확장이 병행되었다.
- 2단계 개통 : 종합운동장~강남~교대 5.5Km, 1982년 12월 23일
- 3단계 개통 : 을지로입구~왕십리~성수 8.6Km, 1983년 9월 16일
- 4단계 개통 : 교대~사당~서울대입구 6.7Km, 1983년 12월 17일
- 5단계 개통 : 을지로입구~신촌~서울대입구 19.1Km, 1984년 5월 22일. 도림천을 따라 진행하는 신도림~신대방 구간은 고가로 부설되었으며, 병행 고가도로와 복개도로를 건설하였다.

앞서 종로에는 지하철 공사와 함께 지하 통신구가 함께 시공되었는데, 2호선이 시공된 을지로에서는 또 새로운 시도가 이뤄진다. 3킬로미터가 넘는 지하 아케이드가 그것이다. 을지로 지하 아케이드는 지금도 서울의 중요한 상업 지역으로 사용되고 있다. 또한 서울 2호선은 최초로 일반에게 개방된 지하철역 화장실이 등장한 노선이기도 하다.
1977년 말부터 1985년 사이 강북 지역 인구는 32만7천 명 늘어났으나, 강남 지역의 경우 1백79만3천여 명 증가하였다. 이 중에서도 2호선이 지나는 영등포·구로·관악·동작·강남구에서만 1백26만6천 명이 늘어났다. 3핵도시론과 그 핵심 도구였던 2호선이 끼친 효과의 단적인 예가 바로 이것이다. 그러나 3핵도시론을 실현하기 위한 또 한 가지의 방법이었던 대법원, 검찰청, 금융기관, 고속터미널의 강남지역 이전과 2호선 건설은 서로 정확히 맞물린 계획으로 구상된 것이 아니었다. 비록 법조타운은 2호선 서초역 인근에 들어섰지만, 2호선 건설과 서울고속버스터미널(이하 강남터미널) 건설을 결정한 것이 모두 구자춘이었음에도 강남터미널에 연결된 최초의 도시철도는 지하철 3호선이었던 것이다. 1976년 고속터미널이 일부 완공되어 영업을 개시하게 되었을 때에는 상당 기간동안 버스 노선조차 미비하였다. 이 점은 서울 도시계획의 부적절함을 잘 드러내는 중요한 사례로 많이 인용되고 있다.

## 서울지하철공사의 탄생과 3, 4호선

### 사철 계획과 그 실패
서울 지하철 1, 2호선과 부산 도시철도 1호선은 중앙정부 주도로 이뤄진 사업이었으나 3호선, 4호선은 그렇지 않았다. 2호선 순환선 계획 이후 어마어마한 재정적 압박에 시달리던 서울시와 중앙정부를 대신하여 1979년 대우건설이 이들 노선을 건설하고 운영한다는 발표가 나왔기 때문이었다. 이후 대우뿐만 아니라 율산을 비롯하여 지하철 건설 경험이 있는 대부분의 건설업체가 대우와 컨소시엄을 구성하여 1980년 1월 26일 서울시 지하철건설주식회사를 발족시켰고, 정부는 3호선, 4호선건설비의 절반으로 추산되는 2800억을 장기융자해 주며 차관도입을 허용하는 등의 정책을 발표하여 이들을 지원한다. 그러나 2호선의 건설비가 착공 당시 예상되었던 4600억원에서 최종적으로는 8771억원이나 투입되는 상황일 정도로 지하철 공사는 막대한 재원을 요구하는 사업이었다. 또한 1978년에 있었던 대기업과 재벌의 부동산 소유 제한을 골자로 하는 8.8 조치로 인하여 이들 사철은 일본식 사철처럼 철도 주변의 공간을 완벽히 자의적으로 통제할 수 없는 상황이었다. 이러한 상황을 모르고 공사물량만을 위해 뛰어들었던 건설회사들은 이러한 상황을 인식하고 투자에 주저하기 시작했다. 결국 80년에 모을 것을 목표로 했던 출자금 300억 가운데 92억만이 모여드는 상황이 벌어졌고 80년 말에는 시공사들 사이에서 지하철 운임이 주된 수입인 상황에서는 투자금을 회수하는 것이 거의 불가능한 것으로 여겨져 서울시 지하철건설 주식회사에서 너도나도 탈퇴하기에 이르렀다.

### 서울특별시 지하철건설본부와 서울특별시 지하철공사의 탄생
결국 1981년 8월 12일에는 이 회사가 해산되고 서울특별시 지하철공사가 곧이어 설립된다(그달 31일). 이 회사는 3호선 구파발~불광동~종로3가~고속터미널~교대~양재 구간과 4호선 상계~창동~수유~동대문~서울역~사당 구간 57Km 구간의 시공과 운영 및 기존 1호선, 2호선의 운영을 맡게 된다. 3호선이 강남의 핵심 도로인 강남대로를 지나지 않는 것은 반포동 강남터미널을 지하철과 접속시키기 위해서 굴곡노선이 필요하였기 때문이었다. 두 노선은 1985년 10월 18일에 개통되었다. 지하철 공영제는 이 사태 이후 대한민국 도시철도의 원칙이며, 서울 지하철 9호선의 시공은 역시 서울시 산하 기구인 서울지하철 건설본부에서 행하며 하부 구조의 소유주 역시 서울시다.

## 같이 보기
- 사철
- 서울의 역사
- 서울의 교통
- 도시화
- 서울전차
- 2기 지하철
- 3기 지하철